# Pherusa affinis
Pherusa affinis är en ringmaskart som först beskrevs av Joseph Leidy 1855.  Pherusa affinis ingår i släktet Pherusa och familjen Flabelligeridae. Inga underarter finns listade i Catalogue of Life.